# Tarasi
Tarasi (en grec antic: Ταράσιος) va ser patriarca de Constantinoble de l'any 784 al 806.
Va néixer a Constantinoble en una família aristocràtica, emparentada amb grans famílies, entre elles la de Foci, que també seria patriarca. Va seguir una carrera a l'administració i va arribar a senador i a secretari imperial de l'emperador Constantí VI i de la seva mare Irene d'Atenes. En un principi era iconoclasta, però després se'n va penedir i va retirar-se a un monestir on va prendre l'hàbit religiós.
Mostrava simpatia pels iconòduls, (veneradors d'imatges), i l'emperadriu Irene, l'any 784, el va proposar com a patriarca encara que en aquell moment era laic. Era una persona d'una gran cultura i coneixia a fons la teologia, i a més no era estrany que un laic fos proposat per bisbe. Va acceptar el càrrec amb la condició d'aconseguir la unitat de l'església, respectar l'autoritat del papa i integrar tots els bisbes ortodoxos. Va ser ordenat diaca i després sacerdot, abans de ser nomenat bisbe.
Va convèncer Irene d'enviar una carta al papa Adrià I perquè enviés delegats al Segon Concili de Nicea per anatematitzar l'iconoclàstia, i el papa va enviar delegats, encara que repudiava el fet de nomenar un laic com a patriarca. El Concili es va reunir a l'Església dels Sants Apòstols el 17 d'agost de 786, però les tropes amotinades van irrompre a l'església i van dispersar els assistents, i els delegats papals van marxar immediatament cap a Roma. Retirades de la ciutat les tropes amotinades, es va tornar a reunir el Concili a Nicea el 787, que va condemnar l'iconoclàstia i va implementar el culte a les imatges. El patriarca va mantenir una postura moderada contra els opositors, entre ells Teodor Estudita i els seus seguidors.
L'any 802 Tarasi va coronar emperador Nicèfor I el Logoteta que havia destronat Irene. Això va sorprendre, però el patriarca no va voler participar en l'entramat polític i es dedicava a les obres de caritat i a la predicació. Quan va morir va ser venerat com a sant, i el seu nom apareix al Martyrologium Romanum, a la celebració del 25 de febrer.